# Francisco Javier Fernández de Paredes y Noriega
Francisco Javier Fernández de Paredes y Noriega, VII Marqués de Salinas, fue un noble criollo y hacendado  y, tras la independencia, un político peruano. 
Nació en Lima el 2 de diciembre de 1784, hijo de José Norberto Fernández de Paredes y Gélderes de Molleda, VI Marqués de Salinas, y Manuela Noriega Domínguez Murga. Habiéndose concertado su matrimonio con María de la Cruz Carrasco, se mudó a Piura en 1803, haciéndose, en 1805, heredero del mayorazgo correspondiente al Marquesado de Salinas convirtiéndose en un referente local. Su patrimonio lo conformaban las haciendas Tangarará y Morropón en el actual departamento de Piura. A través de compras y adquisiciones, hacia los años 1810 obtuvo prácticamente el absoluto control de la zona del valle del Chira. Era un hombre con mucho poder del que se sirvió en reiteradas oportunidades para incrementar sus beneficios económicos mediante la injusticia y la ilegalidad. Ante la independencia del Perú, Fernández tuvo una primera posición contraria que, luego de que la independencia se hiciera inminente, tuvo que cambiar llegando a ser agente político del nuevo país.
Fue miembro del Congreso Constituyente de 1822 por el departamento de La Libertad. Dicho congreso constituyente fue el que elaboró la primera constitución política del país.